# Fehérorosz futsalválogatott
A fehérorosz futsal-válogatott Fehéroroszország nemzeti csapata, amelyet a fehérorosz labdarúgó-szövetség, (belarusz nyelven: Беларуская Фэдэрацыя Футбола, magyar átírásban: Belaruszkaja federacija futbola) irányít.

## Eredmények

### Világbajnokság
| Év       | Eredmény      | M | Gy | D | V | Rg | Kg | Gk |
| -------- | ------------- | - | -- | - | - | -- | -- | -- |
| 1989     | Nem jutott be | – | –  | – | – | –  | –  | –  |
| 1992     | Nem jutott be | – | –  | – | – | –  | –  | –  |
| 1996     | Nem jutott be | – | –  | – | – | –  | –  | –  |
| 2000     | Nem jutott be | – | –  | – | – | –  | –  | –  |
| 2004     | Nem jutott be | – | –  | – | – | –  | –  | –  |
| 2008     | Nem jutott be | – | –  | – | – | –  | –  | –  |
| 2012     | Nem jutott be | – | –  | – | – | –  | –  | –  |
| 2016     | Folyamatban   | – | –  | – | – | –  | –  | –  |
| Összesen | 0/7           | – | –  | – | – | –  | –  | –  |

### Európa-bajnokság
| Év       | Eredmény      | M | Gy | D | V | Rg | Kg | Gk |
| -------- | ------------- | - | -- | - | - | -- | -- | -- |
| 1996     | Nem jutott be | – | –  | – | – | –  | –  | –  |
| 1999     | Nem jutott be | – | –  | – | – | –  | –  | –  |
| 2001     | Nem jutott be | – | –  | – | – | –  | –  | –  |
| 2003     | Nem jutott be | – | –  | – | – | –  | –  | –  |
| 2005     | Nem jutott be | – | –  | – | – | –  | –  | –  |
| 2007     | Nem jutott be | – | –  | – | – | –  | –  | –  |
| 2010     | Csoportkör    | 2 | 0  | 1 | 1 | 6  | 14 | -8 |
| 2012     | Nem jutott be | – | –  | – | – | –  | –  | –  |
| 2014     | Nem jutott be | – | –  | – | – | –  | –  | –  |
| 2016     | Nem jutott be | – | –  | – | – | –  | –  | –  |
| Összesen | 1/10          | 2 | 0  | 1 | 1 | 6  | 14 | -8 |